# Fuentidueño

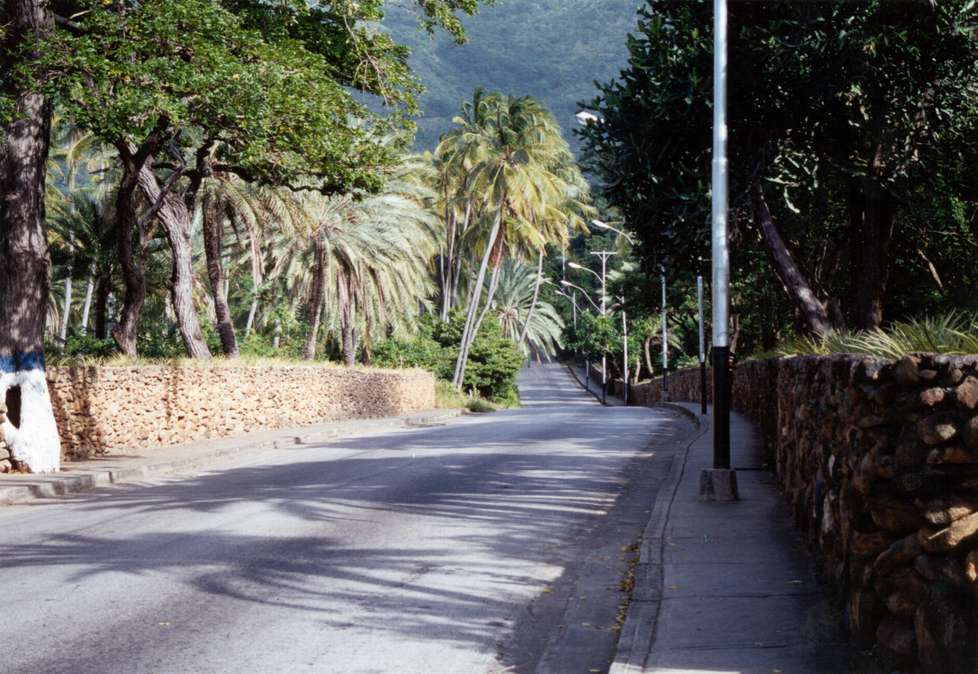
Carretera San Juan-Fuentidueño.

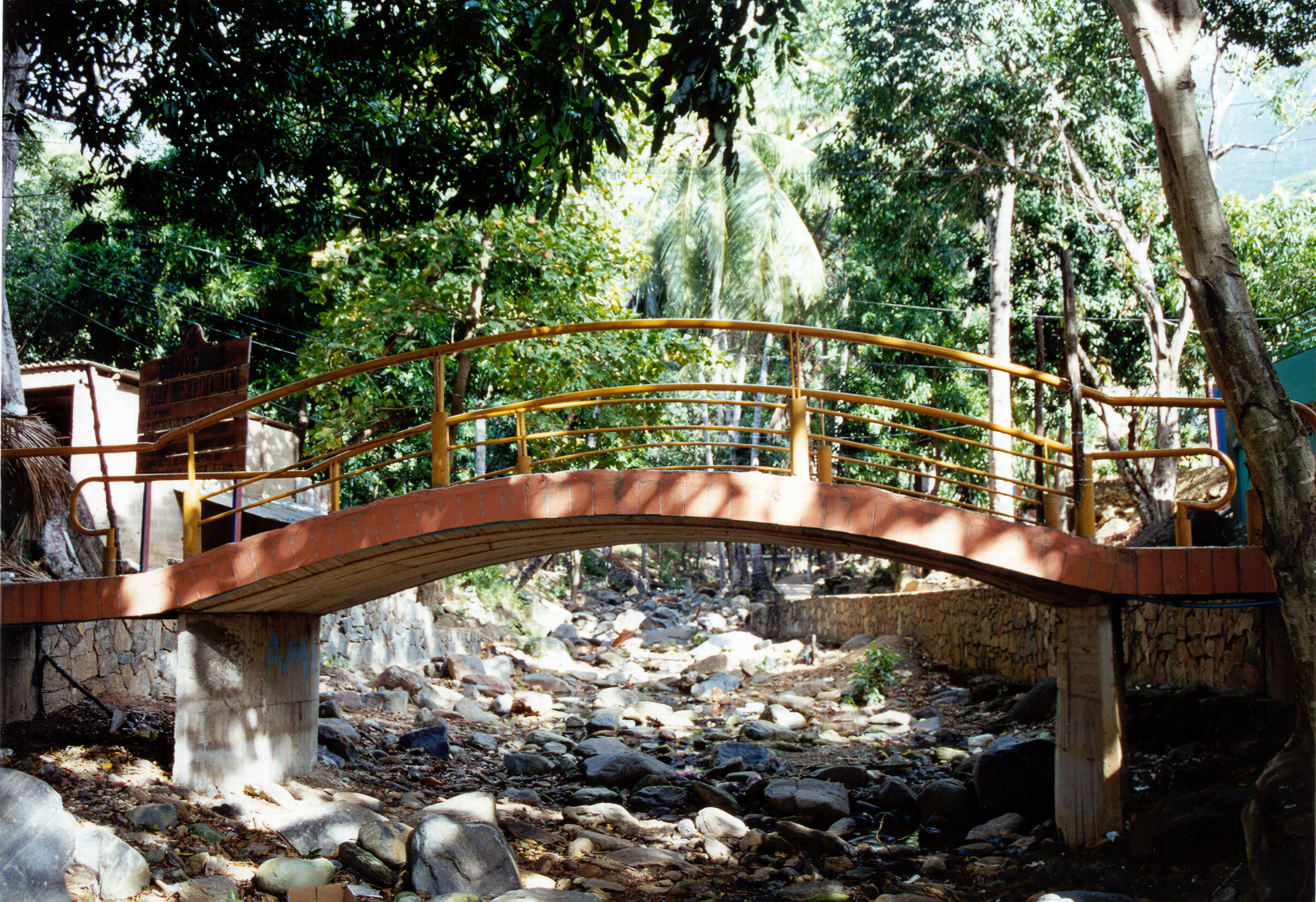
Paradero turístico.

Fuentidueño (Caserío Aguiar), es un caserío que forma parte de la Parroquia San Juan Bautista en la isla de Margarita, en Venezuela. Debe su nombre a los primeros pobladores del lugar, la familia de Rodrigo de Fuentidueña, que emigraron de la isla de Cubagua a raíz del maremoto de 1541; aunque se sabe que poseían un asentamiento mucho más antiguo que databa de 1533, usado para recolectar agua dulce del manantial de Fuentidueño (llamado chorrito e Fuentidueño). Está rodeado por los cerros Copey, Ochenta, Valle Hondo y San Juan.
Su clima es montañoso húmedo, el más frío de la isla debido a su altitud, en la región, se pueden encontrar pozas y quebradas con abundante agua casi todo el año, debido a su nivel de humedad. Allí se fabrican dulces de piñonate, besitos de coco, mermelada y dulces de merey, de dátil, mamey, jalea de mango, dulce de lechosa, además de turrones con guayaba o coco y "tetas"(helados en forma de senos) de diversos sabores. También se realiza de forma artesanal tejido de hoja de Dátil, con la que se fabrican carteras, sombreros y cestas.

## Datos geográficos
- Latitud:11.0333333
- Longitud:-63.9166667
- UFI: -944559
- UNI: -1394331
- UTM: LT91
- JOG: NC20-02